# 曾国藩故居

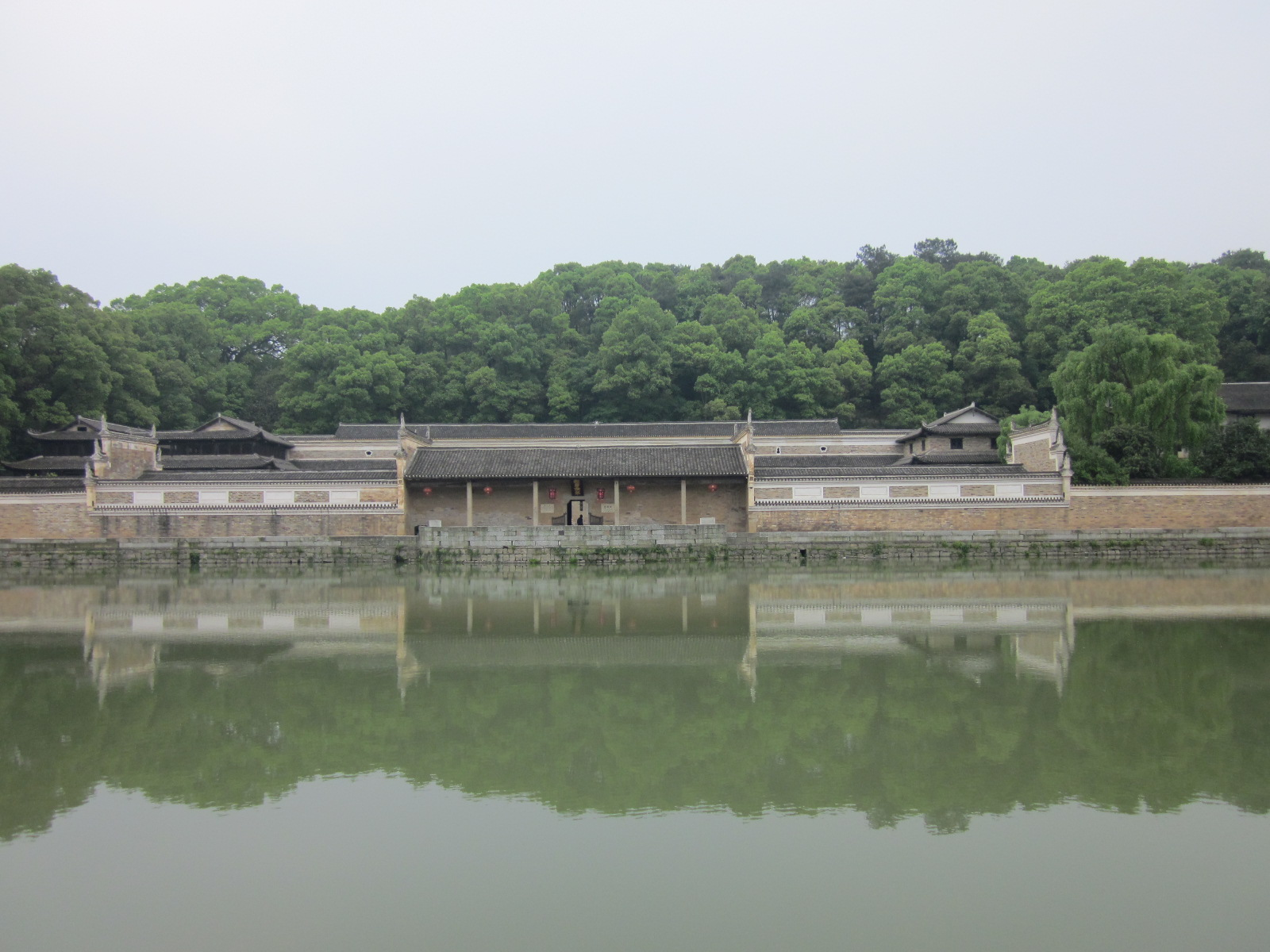
富厚堂外景

曾国藩故居坐落在湖南省娄底市双峰县荷叶镇，是晚清名臣曾国藩的故居，包括白玉堂和富厚堂，曾国藩出生成长于白玉堂，富厚堂是曾为官后兴建的宅院。

## 白玉堂
白玉堂三进四横，有房48间，砖木结构，青瓦白墙，白玉堂原来较为简单，经过两次改建形成如今规模，仍存有曾国藩父亲曾麟书“芳迈群妍”手迹。

## 富厚堂
富厚堂是全国重点文物保护单位，原为曾家一处庄屋，后由曾国藩四弟曾国潢等扩建，占地面积4万平方米，建筑面积近1万平方米，主要建筑有：八本堂正宅、求阙斋书楼、归朴斋书楼、艺芳馆书楼、思云馆、缉园、头门、后山、里坪、半月塘。其藏书楼藏书约30万卷，是中国近代最大的私家藏书楼。